# Сереп Анатолій Трофимович
Анатолій Трофимович Сереп (чув. Сереп Анатолий Трофимович) (нар. 12 грудня 1920 Великі Токташі, Чуваська автономна область, РСФСР  –  2003, Чебоксари, Чувашія, РФ) – чуваський письменник та поет.

## Біографія
Сереп народився 1920 року в селі Великі Токташі Аликівського району Чуваської Республіки.
Він здобув освіту в Калініно (сучасний Ташир) та вивчав педагогіку. Випускник Калінінського педагогічного училища, Чуваського державного педагогічного інституту. Працював шкільним учителем у селі Варманкаси Шумерлинського району.
1990 року Сереп став членом Спілки письменників Чуваської Республіки.
Помер 2003 року в Чебоксарах.

## Відомі роботи
- «Уйӑх юрри»
- «Асамат»
- «Аттесем ҫук чухне»